# Athripsodes antalya
Athripsodes antalya är en nattsländeart som beskrevs av Füsun Sipahiler 1994. Athripsodes antalya ingår i släktet Athripsodes och familjen långhornssländor. Inga underarter finns listade i Catalogue of Life.